# Кула Микијељевића
Кула Микијељевића налази се на острву цвијећа, некадашњем острву превлака. у општини Тиват у Црној Гори. Налази се десетак метара од мора и некад приватне плаже која јој је припадала.

## Историјат
Кулу је саградила породица Микијељевић, стотињак метара од манастира светог архангела михаила, тј. некадашње Зетске Митрополије. Објекат је уписан у земљишне књиге 1852. године и никад није излазио из власништва породице Микијељевић, до комунистичке национализације. Кула је постала позната у Социјалистичкој Југославији, када је коришћена за одмор врха државе и тадашње обавештајне службе, што није ретко за Тиват у тај период где бораве у национализованим и присвојеним кућама Вељко Влаховић, Блажо Јовановић, Едвард Кардељ, челници републичких и савезних власти, војни аташеи, дипломате и високопозиционирани војни руководиоци из времена Социјалистичке Југославије.
Када је 1964. године ПКБ направио туристички комплекс острво цвијећа, у функцију истог стављена је и кула као резиденција. Кула је била подељена на апартмане, кулу 113 и кулу 114. Историјски наводи припадника војске југославије, су да је Едвард Кардељ на тераси тих апартмана писао Устав СФРЈ из 1974 године. У 2006 години породица Микијељевић успева да поврати власништво над овим објектом, рестаурира се кула и прави туристички објекат са четри звездице.

## Архитектура куће
Микијељевић први власник куле је био печалбар у Аргентини, на градњи суецког канала... Објекат је радио по приморској српској арихитектури 